# Mara (folyó)

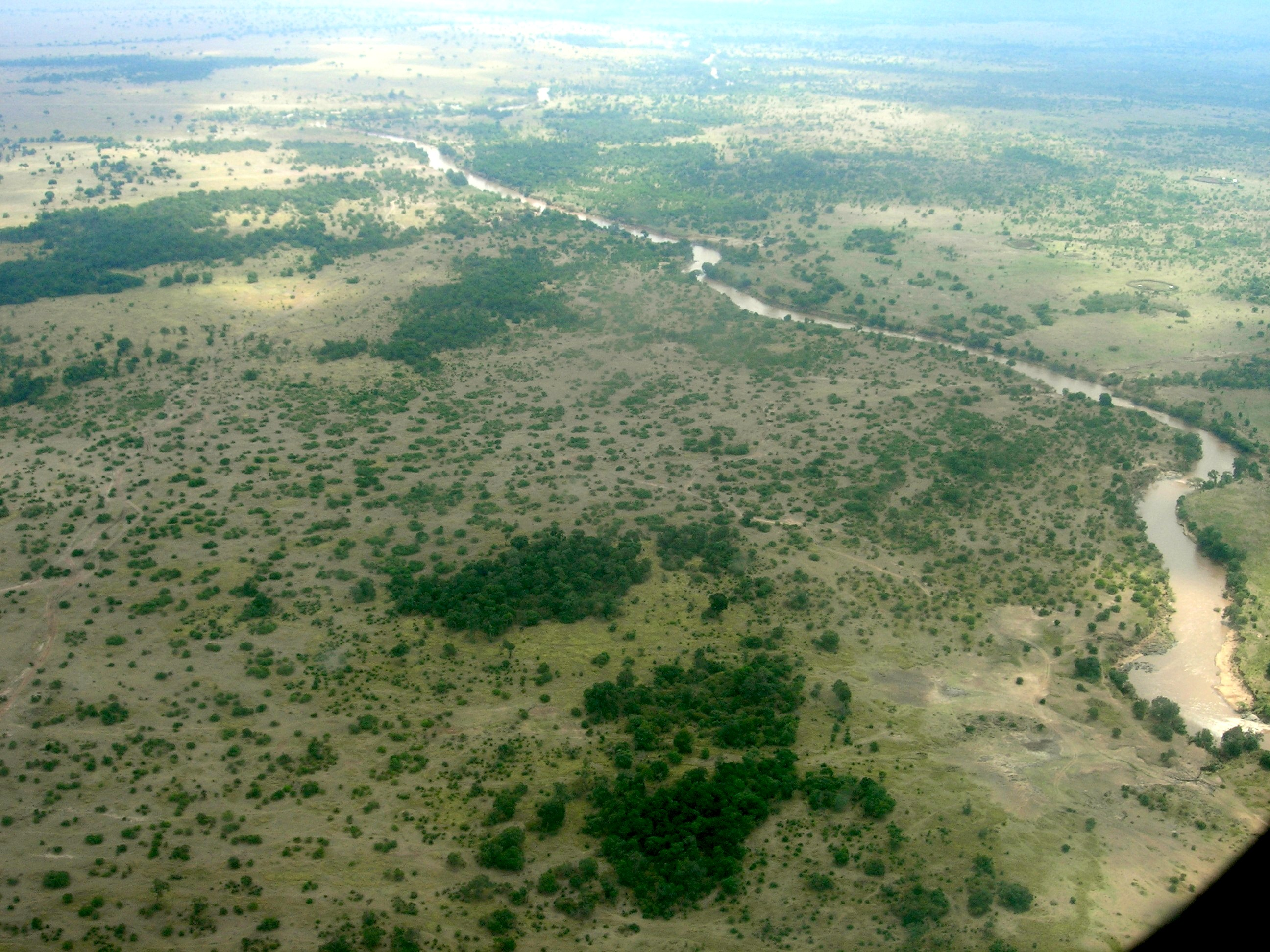
Mara folyó látképe légifelvételről

A Mara egy folyó, amely Kenyában ered és Tanzániában, a Mara régióban végződik, és a Maasai Mara/Serengeti ökoszisztémában a patás állatok vándorlási útvonalát keresztezi.
A Mara folyó vízgyűjtő területe 13 504 km², amelynek mintegy 65%-a Kenyában, 35%-a pedig Tanzániában található. A folyó a kenyai felföldön található forrásaitól mintegy 395 km hosszan folyik, a Mau-szakadékból ered és a Viktória-tóba ömlik. A medence nagyjából négy földhasználati és/vagy közigazgatási egységre osztható.

## A Mara régiói

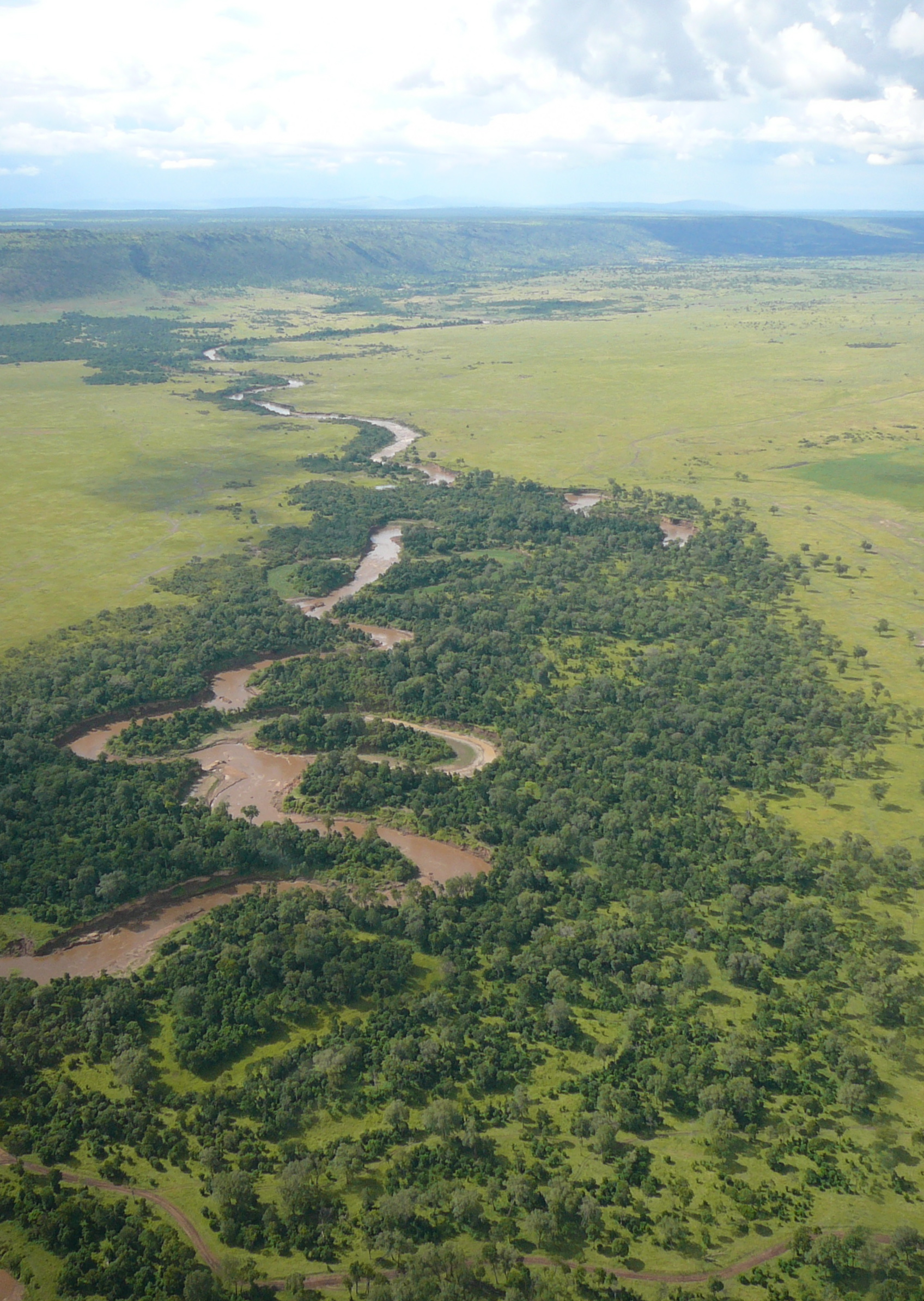
Mara folyó

- Mau-szakadék: A Mara folyó a Napuiyapi mocsárból (2932 m) ered, fő mellékfolyói az Amala és a Nyangores, amelyek a nyugati Mau-áttörésből erednek. A medencének ezen a részén az erdők mellett kisüzemi (10 hektár alatti) és közepes méretű (gyakran 40 hektárig terjedő teafarmok) mezőgazdaság is található.

- Kenyai legelők: Ezen a területen az Amala és a Nyangores folyók a Mau-síkságból erednek, és a Mara folyóban egyesülnek. A folyó ezután tovább kanyarog a nyílt szavannás legelőkön keresztül, amelyeket többnyire maszáj csoportos farmok irányítanak, és amelyeket legelőként használnak az állatállomány számára, valamint kis- és nagyüzemi (40 hektárnál nagyobb) mezőgazdaságra. A Mara négy fontos mellékfolyójának (a Talek, Engare, Sand és Engito folyók) medencéje szintén ezen a területen található, valamint néhány hegyvidéki terület, mint például a Loita-hegység.

- Védett területek: A folyó végül a világhírű Masai Mara Nemzeti Rezervátumba torkollik, ahol a négy említett mellékfolyó közül hárommal egyesül. A kenyai-tanzániai határon a folyó a Serengeti Nemzeti Parkba torkollik, ahol a negyedik fő mellékfolyó, a Sand (vagy Longaianiet) folyó csatlakozik hozzá. Ezekben a vadasparkokban az emberi tevékenység a vadvilág megfigyelésére korlátozódik.

- Lefelé a folyón a Mara régióban Tanzániában: A Mara folyó közvetlenül azután, hogy kifolyik az Ikorongo Vadrezervátumból (amely a Serengeti Nemzeti Parkkal határos), meredeken kanyarog észak felé. Azon a helyen, ahol a folyó délnyugati irányba kanyarog, a főcsatorna ismét különböző patakokba torkollik, amelyek a folyásirányban lejjebb fekvő Mara vizes élőhelyeket táplálják. Ezek a patakok és vizes élőhelyek mintegy 70 kilométeren át folynak lefelé a folyón. A medencének ezen a részén nagy az emberi és az állatsűrűség, és a fő földhasználat a kisüzemi mezőgazdaság. A Mara folyó medencéje egyike a Viktória-tóba táplálkozó tíz vízgyűjtő medencének, ezért funkcionálisan és ökológiailag kapcsolódik a Viktória-tó és a Nílus mentén folyó társadalmi-gazdasági tevékenységekhez.

## Magasságok és tartományok
A medencében a tengerszint feletti magasságok a források környékén, a Mau-szakadékban található 2932 m-től a Viktória-tó környékén található 1134 m-ig terjednek. A csapadék mennyisége e magasságoknak megfelelően változik. A legtöbb csapadékot a Mau-síkság kapja, az átlagos éves csapadékmennyiség 1000 és 1750 mm között van. A határon átnyúló középső szavanna füves területek átlagosan 900 és 1000 mm közötti, a kenyai alsó Loita-dombok és a Viktória-tó körüli terület pedig csak évi 700 és 850 mm csapadékot kap. A csapadék térbeli változékonyságán felül a régió a csapadék időbeli változékonyságáról is ismert, ami azt jelenti, hogy a különböző területek mindegyike változó mennyiségű csapadékot kap az év során. A csapadékos évszakok bimodálisak, a hosszú esőzések március közepétől júniusig tartanak, és áprilisban érik el a csúcspontjukat, míg a rövid esőzések szeptember és december között fordulnak elő.

## A Mara hatásai
A folyó létfontosságú forrás a rezervátumban legelésző állatok számára. Bár a száraz évszakban gyakran sekélynek tűnhet, heves esőzések után akár kétszeresére is megduzzadhat. Ez zuhatagokat hozhat létre a folyóban, ami táplálékhiányhoz vezethet a ragadozók számára, amelyek nem tudnak átkelni a folyón vadászni.

## Fordítás
- Ez a szócikk részben vagy egészben  a   Mara River című angol Wikipédia-szócikk fordításán alapul.  Az eredeti cikk szerkesztőit annak laptörténete sorolja fel. Ez a jelzés csupán a megfogalmazás eredetét és a szerzői jogokat jelzi, nem szolgál a cikkben szereplő információk forrásmegjelöléseként.